# Lernaeopoda oviformis
Lernaeopoda oviformis is een eenoogkreeftjessoort uit de familie van de Lernaeopodidae. De wetenschappelijke naam van de soort is voor het eerst geldig gepubliceerd in 1956 door Sueo M. Shiino.